# دوني نتس
دوني نتس مواليد 13 مايو 1982 في مرسية، الفلبين، هو ملاكم فلبيني محترف يصنف ضمن فئة وزن الذبابة بدأ مسيرته الاحترافية سنة 2003 حيث انتصر في نزاله الأول. حقق بطولة منظمة الملاكمة العالمية.

## إحصائيات
خاض خلال مسيرته 46 نزالا، فاز في 41 وتعادل في 4 وخسر في 1. فاز بالضربة القاضية في 23 نزالا.

## روابط خارجية
- دوني نتس على موقع بوكس ريك (الإنجليزية) (registration required)